# Leopold Weber (Münzmeister)
Leopold Weber (genannt Lippold Wefer; oder Leopold Wefer; * vor 1640; † 1674 oder 1677) war ein deutscher Stempelschneider und Münzmeister.

## Leben
Als Nachfolger des vermutlich ersten Münzmeisters der Clausthaler Münze, Henning Schreiber, übernahm Leopold Weber im Jahr des Endes des Dreißigjährigen Krieges 1648 das Amt des Clausthaler Münzmeisters.
Als Stempelschneider fügte Weber seinen Prägungen sein Monogramm bei, bestehend aus den Initialen L.W.
Nachfolger Webers wurde Heinrich Bonhorst.